# Korejci
Korejci so etnična skupina, ki živi na korejskem polotoku in Mandžuriji. Korejci živijo v dveh različnih državah, Severni in Južni Koreji. So petnajsta največja etnična skupina, ki je kot manjšina priznana tudi v drugih državah, med drugim na Kitajskem, Japonskem, Singapurju, Vietnamu, Kazahstanu in Uzbekistanu. Večje diaspore so se v 20. stoletju formirale tudi v Franciji, Nemčiji, Združenemu kraljestvu in Rusiji ter Severni Ameriki in Oceaniji.